# ستيفن ليفي
ستيفن ليفي (بالإنجليزية: Steven Levy)‏ هو صحفي وكاتب أمريكي من مواليد عام 1951. ألف العديد من الكتب في مجال أجهزة الحاسوب، التكنولوجيا، التشفير، الإنترنت، أمن الحاسوب والخصوصية.

## روابط خارجية
- ستيفن ليفي على موقع IMDb (الإنجليزية)
- ستيفن ليفي على موقع ميوزك برينز (الإنجليزية)
- ستيفن ليفي على موقع إن إن دي بي (الإنجليزية)
- ستيفن ليفي على موقع قاعدة بيانات الفيلم (الإنجليزية)